# پوروچیک کوردژیوو
پوروچیک کوردژیوو (به بلغاری: Poruchik Kurdjievo) یک منطقهٔ مسکونی در بلغارستان است که در شهرستان کروشاری واقع شده‌است.